# Canterbury (Connecticut)
Canterbury – miasto w Stanach Zjednoczonych, w stanie Connecticut, w hrabstwie Windham.